# Hector Chotteau
Hector Chotteau, född 24 maj 1898 i Laeken, Belgien, död 1 december 1985 i Bryssel, var en belgisk ishockeymålvakt. Han var med i det belgiska ishockeylandslaget som kom på delad femte plats i de Olympiska vinterspelen 1928 i Sankt Moritz.